# Petilla de Aragón

Localização de Petilla de Aragón

Petilla de Aragón (em castelhano) ou Petilla Aragoi (em basco) é um município da Espanha na província e comunidade foral (autónoma) de Navarra. Tem 27,55 km² de área e em 2021 tinha 30 habitantes (densidade: 1,1 hab./km²). É formado por dois enclaves navarros na comunidade autónoma de Aragão. Situa-se a 71 km da capital navarra, Pamplona. Pertence historicamente à comarca de Sangüesa.
O município é famoso por ser o local de nascimento de Santiago Ramón y Cajal (1852-1934), ganhador do Prémio Nobel de Fisiologia ou Medicina de 1906.

## Demografia
| Evolução Demográfica                                            | Evolução Demográfica | Evolução Demográfica | Evolução Demográfica | Evolução Demográfica | Evolução Demográfica | Evolução Demográfica | Evolução Demográfica | Evolução Demográfica | Evolução Demográfica | Evolução Demográfica |
| 1996                                                            | 1998                 | 1999                 | 2000                 | 2001                 | 2002                 | 2003                 | 2004                 | 2005                 | 2006                 | 2007                 |
| --------------------------------------------------------------- | -------------------- | -------------------- | -------------------- | -------------------- | -------------------- | -------------------- | -------------------- | -------------------- | -------------------- | -------------------- |
| 52                                                              | 54                   | 48                   | 43                   | 40                   | 40                   | 36                   | 34                   | 33                   | 33                   | 30                   |
| Fontes: Petilla de Aragón e instituto de estadística de navarra |                      |                      |                      |                      |                      |                      |                      |                      |                      |                      |